# Гольнево (Псковская область)
Гольнево — деревня в Бережанской волости Островского района Псковской области.
Расположена на левом берегу реки Утроя, напротив впадания в неё реки Лжа, в 23 км к юго-западу от центра города Остров и в 4 км к северу от деревни Дубки. Через деревню проходит железная дорога Псков — Остров — Пыталово: южнее находится железнодорожная станция «Гольцево», с 2004 года — «остановочный пункт 345 км», с 2005 года — станция «Гольнево-345 км»
Численность населения деревни по состоянию на 2000 год составляла 14 человек.
До 3 июня 2010 года деревня входила в состав ныне упразднённой Рубиловской волости с центром в д. Дубки.